# 클리퍼 항로

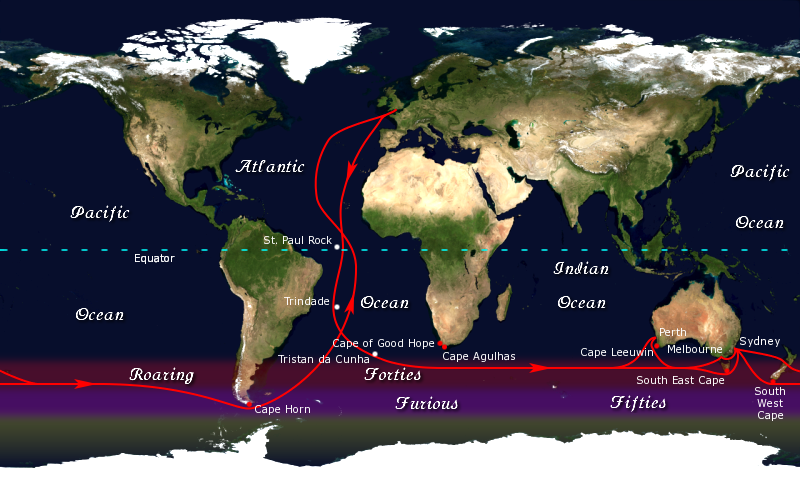
영국에서 오스트레일리아/뉴질랜드를 항해하는 클리퍼 항로.

클리퍼 항로(the Clipper route)는 범주(帆走) 용어로, 유럽과 극동, 오스트레일리아 그리고 뉴질랜드를 오가던 클리퍼 선들이 사용하던 오래된 항로를 가리키는 말이다. 항로는 남극해를 통해 동에서 서로 향하는데, 이는 로어링 포티즈의 강한 서풍을 받아서 항해할 수 있기 때문이다. 이 항로의 거친 해상 상태는 많은 배와 인원을 앗아갔는데, 특히 클리퍼 선들이 유럽으로 돌아오기 위해서 지나야만 했던 혼곶이 사고 다발 지역이었다.
클리퍼 항로는 증기선의 도입과 수에즈 운하, 파나마 운하의 개통으로 그 상업적으로 그 가치를 상실했다. 하지만 여전히 범주 세계 일주 항로로는 가장 빠르며, 어라운드 얼론(Around Alone)이나 벤데 글로브(Vendée Globe)와 같은 요트 경기의 항로로 사용되고 있다.

## 오스트레일리아와 뉴질랜드로 가는 항로
잉글랜드에서 오스트레일리아나 뉴질랜드로 향한 후 혼곶으로 돌아오는 클리퍼 항로를 이용하면, 배의 선장은 가장 빠른 세계 일주 기록 및 다량의 곡물, 양모, 황금 등의 훌륭한 보상을 얻을 수 있다. 이 루트를 이용하는 클리퍼 선은 비교적 짧은 시간에 값진 적하를 싣고 귀항할 수 있는 것이다. 하지만 3개의 거대한 곶을 지나고 남극해를 주파하는 이 루트는 또한 배를 사나운 바람과 파도, 그리고 빙산에 노출시키는 큰 위험을 안고 있다. 가장 빠른 배, 높은 위험성, 그리고 훌륭한 보상이라는 3가지의 조합은 이 항로에 낭만적이고 극적인 매력을 부여했다.

### 출국 항로
이 항로는 잉글랜드에서 대서양 동쪽을 통해 적도까지 가서 서경 20도에서 세인트 피터 앤 폴 암초군을 지난다. 여기까지 3,275해리(약 6,065km)에 이르는 양호한(good) 항해 시간은 21일이지만, 불운한 배는 무풍지대를 지나는 데 3주를 소비하기도 한다.

항로는 바람과 해류의 순환을 따라 서부 남대서양을 통하여 트린다데(Trindade) 근처를 지나 트리스탄다쿠냐 제도를 돌아간다. 이어 남위 40도 지점에서 본초자오선(Greenwich meridian)을 지난 선박은 플리머스(Plymouth)에서 6,500해리를 운항하여 로어링 포티즈(강한 편서풍이 부는 남위 40~50도 지역)에 들어간다. 여기까지 양호한(good) 항해 시간은 대략 43일이다.
로어링 포티즈에 들어가면 선박은 유빙 지대(ice zone)에 들어서는데, 이 지역은 빙산과 조우할 수 있는 남극해의 중요한 곳이다. 이 지역의 북쪽 끝인 남위 40도선에 평행하게 걸쳐서 운항해나가야 안전을 보장받을 수 있다. 하지만 남위 60도 이상에서 꺾어서 희망봉에서 오스트레일리아로 가는 거대한 순환 항로를 타야 1,000해리나 짧고 가장 강한 바람을 받을 수 있다. 배의 선주들은 빠른 통행을 방해하는 빙산의 위험을 가늠하면서 가능한 남쪽으로 많이 가려고 할 것이다.
오스트레일리아와 뉴질랜드행 클리퍼 선들은 다양한 항구에 방문할 것이다. 예를 들어 플리머스에서 시드니로 가는 배는, 13,750해리를 운항하는데, 빠른(fast) 항해 시간은 100일이다. 커티 삭(Cutty Sark) 호는 이 루트를 72일 만에 주하하는 가장 빠른 항해 기록을 세웠다. 테르모필레(Thermopylae) 호가 런던에서 멜버른으로 가는 약간 빠른 항로를 만들었는데, 13,150해리이며 1868년~1869년에 61일이 걸렸다.

### 귀국 항로
오스트레일리아 동부로부터 귀환하는 항로가 이어진다. 웰링턴에 정박 중인 배는 쿡 해협을 지나가지만, 이와 같이 까다로운 항로를 회피하여 대신에 뉴질랜드의 남단을 돌아간다. 다시 동쪽으로 향한 배는 가장 짧은 항로와 가장 강한 바랑을 찾아 가능한 남쪽에서 유빙 지대의 어떤 지역을 항해할 것이다. 대부분의 배들은 그들이 혼곶에 근접했을 때 유빙 지대에서의 남향 복각(伏角)을 따라 혼곶의 위도인 남위 56도부터 진로를 북쪽으로 유지한다.
혼곶은 항해자들 사이에 악명이 높다. 어떠한 방해도 받지 않고 남극해를 흐르는 지속적인 강풍과 해류는 혼곶에 의해 깔때기 모양이 되어 상대적으로 좁은 드레이크 해협을 지난다. 이들은 안데스산맥과 혼곶 근처의 얕은 바다에서 생겨난 사이클론과 짝을 이루며, 이러한 요소의 조합은 선박에 극히 위험한 환경이 된다.
혼곶에서 살아남은 배들은 남대서양의 바람과 해류의 순환 및 북대서양의 편서풍에 따라 대서양으로 항로를 이어나간다. 시드니에서 플리머스에 이르는 14,750해리를 지나는 양호(good)한 항해 시간은 100일이다. 커티 삭 호는 84일 만에 이를 해냈으며, 테르모필레 호는 77일이 걸렸다. 라이트닝 호(Lightning)는 멜버른에서 리버풀에 이르는 좀 더 긴 항로를 1854년~1855년에 65일 만에 주파하였는데, 이 항해에서 항구에 정박한 20일을 포함하여 5개월 9일 만에 세계일주를 하는 기록을 세웠다.

## 파생 항로
범선의 항로는 항상 바람의 상황에 강한 영향을 받는데 남위 40~50도 사이의 항로는 일반적으로 서에서 동으로 항해할 때는 신뢰할 수 있다. 하지만 이 영역에서도 바람은 일정치 않으며, 정확한 항로와 거리는 해당 항해의 상태에 따라 다르다. 남극해 깊숙이 항해하는 배들은 지속적으로 맞바람을 받고, 때때로 멈추기도 한다.
항로를 역행하려는 범선은 훨씬 어렵다. 1922년에 가스레이(Garthwray) 호는 포스만(Firth of Forth)에서 짐을 싣고 칠레의 이키케(Iquique)로 혼곶을 돌아 서쪽으로 나아가려고 했다. 가스레이의 선장은 혼곶을 "거꾸로" 돌아가려고 두 번을 시도했지만, 결국 포기하고 동쪽으로 항해를 해서 반대 방향에서 칠레에 도착했다.
1919년의 가스네일(Garthneill) 호의 항해가 더욱 비범하다. 멜버른에서 오스트레일리아 서쪽의 번버리(Bunbury)로까지의 2,000해리의 거리를 주파하려던 그 배는, 결국 오스트레일리아 남쪽의 남위 40도에서 부는 강력한 바람을 거스를 수가 없었다. 토레스 해협을 통과하기 위해 북쪽으로 가려고 했을 때 다시 한번 강한 서풍을 만났다. 결국 선수를 돌려서 태평양, 혼곶, 대서양, 희망봉, 인도양을 지나는 길로 항해하여 번버리에 76일이 걸려서 도착했다.

## 현대의 항로 활용
증기선의 도입과 수에즈 운하와 파나마 운하의 개통은 클리퍼 항로가 주요 상업 항로의 지위를 내줄 수밖에 없게 만들었다. 하지만, 여전히 가장 빠른 범주 세계 일주 항로로 남았고, 장거리 요트 항해가 여가 활동으로서 인기를 얻기 시작하자, 클리퍼 항로에 다시 범선들이 달리기 시작했다.

## 같이 보기
- 희망봉 항로